# Ford Fiesta Rally2
El Ford Fiesta Rally2 (anteriormente conocido como Ford Fiesta R5 Mk. II) es un vehículo de competición basado en el Ford Fiesta con homologación Rally2 y construido por el M-Sport para su uso en competiciones de rally.
El automóvil debutó oficialmente en el Rally de Finlandia de 2019 como el Ford Fiesta R5 Mk. II, siendo esta la evolución del Ford Fiesta R5 presente en el campeonato desde 2013. En su debut fue conducido por el francés Eric Camilli quien terminó en la segunda plaza en el debut del Fiesta R5 Mk. II. La primera y única victoria mundialista como el Ford Fiesta R5 Mk. II la consiguió el británico Gus Greensmith en el Rally de Turquía en la categoría WRC-2 Pro.
En 2020, M-Sport decidió renombrar el automóvil para adaptarlo a la nueva normativa del Grupo Rally2: paso de ser el Ford Fiesta R5 Mk. II al Ford Fiesta Rally2 en una estrategia similar a la empleada por Škoda quien renombró su Škoda Fabia R5 Evo, Škoda Fabia Rally2 Evo.
El piloto y personalidad estadounidense Ken Block piloto por primera vez el Fiesta Rally2 en el Rally de Barbados. En Barbados, Block ganó tres de las diecinueve etapas consiguiendo la victoria al imponerse a tres World Rally Cars de vieja generación en el rally, esta fue su primera y única victoria con el automóvil antes de su divorcio con Ford.
En el Campeonato de Europa de Rally, el francés Adrien Fourmaux le dio al Fiesta Rally2 su primera victoria en el campeonato continental. En la última ronda del campeonato en las Islas Canarias, Fourmaux demostró un gran manejo en condiciones difíciles: en un primer día marcado por la lluvia, aprovecho su atrasada posición de salida y terminó el primer día segundo. En el segundo día se jugó la victoria frente al local Nil Solans hasta la tercera especial del día en la que el español fue penalizado dejando a Fourmaux primero con una cómoda ventaja que usufructuó hasta conseguir la victoria.
La primera victoria mundialista como el Ford Fiesta Rally2 la consiguió el finlandés Jari Huttunen en la última ronda de la temporada 2021, el Rally Monza. Huttunen ganó dos etapas y aprovechando los problemas de sus principales rivales, se hizo con la victoria, en su primer rally con el Fiesta Rally2.

## Victorias

### Victorias en el WRC-2 Pro
| N.º     | Año  | Rally                     | Piloto         | Copiloto          | Equipo           |
| ------- | ---- | ------------------------- | -------------- | ----------------- | ---------------- |
| 1       | 2019 | 12. Rally Turkey Marmaris | Gus Greensmith | Elliott Edmondson | M-Sport Ford WRT |
| Fuente: |      |                           |                |                   |                  |

### Victorias en el WRC-2
| N.º     | Año  | Rally                      | Piloto        | Copiloto    | Equipo           |
| ------- | ---- | -------------------------- | ------------- | ----------- | ---------------- |
| 1       | 2021 | 42. FORUM8 ACI Rally Monza | Jari Huttunen | Mikko Lukka | M-Sport Ford WRT |
| Fuente: |      |                            |               |             |                  |

### Victorias en el ERC
| N.º     | Año  | Rally                     | Piloto          | Copiloto      | Equipo           |
| ------- | ---- | ------------------------- | --------------- | ------------- | ---------------- |
| 1       | 2020 | 44.º Rally Islas Canarias | Adrien Fourmaux | Renaud Jamoul | M-Sport Ford WRT |
| Fuente: |      |                           |                 |               |                  |

## Resultados en el Campeonato Mundial de Rallyes

### WRC-2 Pro
| Año  | Equipo           | Piloto         | 1   | 2   | 3   | 4   | 5   | 6   | 7   | 8   | 9     | 10    | 11    | 12    | 13    | 14    | Pos. | Puntos |
| ---- | ---------------- | -------------- | --- | --- | --- | --- | --- | --- | --- | --- | ----- | ----- | ----- | ----- | ----- | ----- | ---- | ------ |
| 2019 | M-Sport Ford WRT | Eric Camilli   | MON | SWE | MEX | FRA | ARG | CHL | POR | ITA | FIN 2 | GER 2 | TUR   | GBR   | ESP   | AUS C | 2.º  | 259    |
| 2019 | M-Sport Ford WRT | Gus Greensmith | MON | SWE | MEX | FRA | ARG | CHL | POR | ITA | FIN   | GER   | TUR 1 | GBR 3 | ESP 4 | AUS C | 2.º  | 259    |
| 2019 | M-Sport Ford WRT | Hayden Paddon  | MON | SWE | MEX | FRA | ARG | CHL | POR | ITA | FIN   | GER   | TUR   | GBR 4 | ESP   | AUS C | 2.º  | 259    |

### WRC-2
| Año  | Equipo           | Piloto            | 1     | 2       | 3       | 4     | 5     | 6       | 7     | 8       | 9      | 10      | 11  | 12    | 13  | Pos. | Puntos |
| ---- | ---------------- | ----------------- | ----- | ------- | ------- | ----- | ----- | ------- | ----- | ------- | ------ | ------- | --- | ----- | --- | ---- | ------ |
| 2020 | M-Sport Ford WRT | Adrien Fourmaux   | MON 2 | SWE 4   | MEX     | EST 2 | TUR 2 | ITA Ret | MNZ 4 |         |        |         |     |       |     | 4.º  | 88     |
| 2020 | M-Sport Ford WRT | Rhys Yates        | MON 4 | SWE 5   | MEX     | EST   | TUR   | ITA     | MNZ   |         |        |         |     |       |     | 4.º  | 88     |
| 2021 | M-Sport Ford WRT | Adrien Fourmaux   | MON 2 | ART 9   | CRO     | PRT   | ITA 6 | SAF     | EST 4 | BEL     | GRE    | FIN     | ESP | MNZ   |     | 3.º  | 146    |
| 2021 | M-Sport Ford WRT | Martin Prokop     | MON   | ART 6   | CRO     | POR 7 | ITA 4 | SAF Ret | EST   | BEL     | GRE 5  | FIN 4   | ESP | MNZ   |     | 3.º  | 146    |
| 2021 | M-Sport Ford WRT | Teemu Suninen     | MON   | ART     | CRO 2   | POR 2 | ITA   | SAF WD  | EST   | BEL Ret | GRE WD | FIN     | ESP | MNZ   |     | 3.º  | 146    |
| 2021 | M-Sport Ford WRT | Tom Kristensson   | MON   | ART     | CRO Ret | POR 9 | ITA   | SAF     | EST 5 | BEL Ret | GRE    | FIN Ret | ESP | MNZ   |     | 3.º  | 146    |
| 2021 | M-Sport Ford WRT | Jari Huttunen     | MON   | ART     | CRO     | POR   | ITA   | SAF     | EST   | BEL     | GRE    | FIN     | ESP | MNZ 1 |     | 3.º  | 146    |
| 2022 | M-Sport Ford WRT | Jari Huttunen     | MON   | SWE 3   | CRO     | POR   | ITA   | SAF     | EST   | FIN     | BEL    | GRE     | NZL | ESP   | JPN | 3.º  | 18     |
| 2022 | M-Sport Ford WRT | Mattias Adielsson | MON   | SWE Ret | CRO     | POR   | ITA   | SAF     | EST   | FIN     | BEL    | GRE     | NZL | ESP   | JPN | 3.º  | 18     |